# فهرست رئیسان دانشگاه علامه طباطبائی
از زمان تأسیس دانشگاه علامه طباطبائی در سال ۱۳۶۳، هفت نفر ریاست این دانشگاه را برعهده داشتند. علی شیخ الاسلامی اولین شخصی بود که ریاست این دانشگاه را عهده‌دار شد. هم‌اکنون شجاع احمدوند از ۳ مهر ۱۴۰۳ به عنوان رئیس دانشگاه مشغول فعالیت است.
دانشگاه علامه طباطبایی در سال ۱۳۹۵، پس از دانشگاه تهران، جایگاه دومِ تولیدکنندگان علم در زمینه علوم انسانی در کشور را، کسب نمود. این دانشگاه بر پایهٔ گزارش «آژانس رتبه‌بندی رار» در سال ۲۰۱۸، جزو ۱۱ مؤسسهٔ ایرانی برتر جای گرفت. دانشگاه علامه طباطبایی بنا به اعلام وزارت علوم، تحقیقات و فناوری، در ارزیابی فعالیت‌های علمی بین‌المللی مراکز آموزشی و پژوهشی کشور موفق به اخذ مقام برگزیده در میان دانشگاه‌های ایران شد.
بنابر قانون نحوه انتخاب روسای دانشگاه‌ها، شخصی که به عنوان نامزد ریاست دانشگاه مشخص می‌شود باید توسط وزیر مربوطه به شورای عالی انقلاب فرهنگی معرفی گردد و مراحل احراز شرایط وی برای منصب ریاست دانشگاه، توسط هیئت نظارت و بازرسی بررسی گردد. پس از برگزاری جلسه شورای عالی، چنانچه وی موفق به کسب آراء شد، حکم انتصابش توسط وزیر ذی‌ربط صادر می‌شود.

## فهرست
| فهرست رئیسان دانشگاه علامه طباطبائی |                   |              |              |                     |              |                    | |                 |                 |                |               |
| ردیف                                | رئیس دانشگاه      | رئیس دانشگاه | رئیس دانشگاه | رئیس دانشگاه        | رئیس دانشگاه | رئیس دانشگاه       | شرح و توضیح مختصر | آغاز دوره       | پایان دوره      | مدت دوره       | منبع          |
| ردیف                                | نام               | تصویر        | تحصیلات      | تحصیلات             | تحصیلات      | تحصیلات            | شرح و توضیح مختصر | آغاز دوره       | پایان دوره      | مدت دوره       | منبع          |
| ردیف                                | نام               | تصویر        | مقطع         | رشته                | سال اخذ مدرک | دانشگاه محل تحصیل  | شرح و توضیح مختصر | آغاز دوره       | پایان دوره      | مدت دوره       | منبع          |
| ۱                                   | علی شیخ الاسلامی  |              | دکتری        | زبان و ادبیات فارسی | ۱۳۴۹         | دانشگاه تهران      | شیخ‌الاسلامی سابقه ریاست بر دانشگاه تربیت معلم (دانشگاه خوارزمی) و دانشکده ادبیات و علوم انسانی دانشگاه تهران را نیز در کارنامه خود دارد. از وی به عنوان یکی از مشاهیر دانشگاه تهران یاد می‌شود. او پس از بازنشستگی و در سال ۱۳۸۹ به عنوان چهره ماندگار عرصه ادبیات انتخاب شد.                                  | دی ماه ۱۳۶۳     | آبان ماه ۱۳۶۷   | ۳ سال و ۱۰ ماه | [ ۸ ] [ ۹ ]   |
| ۲                                   | محسن خلیجی اسکویی |              | دکتری        | جامعه‌شناسی سیاسی    |              | دانشگاه سوربن      | خلیجی اسکویی ریاست مؤسسه آموزش عالی شاندیز مشهد را نیز عهده‌دار است. او در رزومه خود، سوابق تدریس دروس تاریخی، فقهی، جامعه‌شناسی و علوم سیاسی را از مقطع کارشناسی تا مقطع دکتری دارد. | آبان ماه ۱۳۶۷   | آذر ماه ۱۳۷۶    | ۹ سال و ۱ ماه  | [ ۱۰ ] [ ۹ ]  |
| ۳                                   | نجفقلی حبیبی      |              | دکتری        | فلسفه و حکمت اسلامی | ۱۳۵۶         | دانشگاه تهران      | حبیبی سابقه ریاست بر دانشگاه علوم قضائی و خدمات اداری، دانشگاه الزهرا، دانشگاه تربیت مدرس و دانشکده حقوق و علوم سیاسی دانشگاه تهران را نیز دارد. وی همچنین به عنوان نماینده مردم تهران در دوره سوم مجلس شورای اسلامی حضور داشت. از او به عنوان کسی که باعث شد دانشگاه علامه طباطبائی، ریشه‌دار شود، یاد می‌شود. | آذر ماه ۱۳۷۶    | مهر ماه ۱۳۸۴    | ۸ سال و ۱۰ ماه | [ ۱۵ ] [ ۹ ]  |
| ۴                                   | صدرالدین شریعتی   |              | دکتری        |                     |              |                    | شریعتی در زمان حضورش در دانشگاه علامه طباطبائی، اقدام به تفکیک جنسیتی بین دانشجویان کرد. او معتقد بود تفکیک جنسیتی بین دانشجوبان باعث سالم شدن فضای دانشگاه می‌شود. ساخت چندین ساختمان، دیوارِ اطرافِ دانشگاه، فضای سبز و مجموعه ورزشی در پردیس فعلی دانشگاه از جمله اقدامات او بود.                             | مهر ماه ۱۳۸۴    | شهریور ماه ۱۳۹۲ | ۷ سال و ۱۱ ماه | [ ۱۸ ] [ ۹ ]  |
| ۵                                   | حسین سلیمی        |              | دکتری        | روابط بین‌الملل      | ۱۳۸۷         | دانشگاه تربیت مدرس | سلیمی از بانیان انجمن علوم سیاسی ایران و انجمن صنفی استادان دانشگاه علامه طباطبائی است. از او به عنوان یکی از نظریه‌پردازان اصلاحات نیز یاد می‌شود. وی سابقه ریاست دانشکده حقوق و علوم سیاسی دانشگاه علامه طباطبائی را نیز در کارنامه دارد.                                                                     | شهریور ماه ۱۳۹۲ | مهر ماه ۱۴۰۰    | ۸ سال و ۱ ماه  | [ ۲۲ ] [ ۲۳ ] |
| ۶                                   | عبدالله معتمدی    |              | دکتری        | روان‌شناسی           | ۱۳۸۱         | دانشگاه تربیت مدرس | عضویت در هیئت امنا دانشگاه‌های منطقه اصفهان، عضویت در کمیته هماهنگی آمایش آموزش عالی، عضویت در کارگروه روان‌شناسی شورای تحول علوم انسانی، عضویت در کارگروه روان‌شناسی ایران از جمله سوابق معتمدی است. | مهر ۱۴۰۰        | ۳ مهر ۱۴۰۳      | سه سال         | [ ۲۴ ]        |
| ۷                                   | شجاع احمدوند      |              | دکتری        | علوم سیاسی          |              |                    | عضویت در هیئت علمی دانشگاه علامه طباطبائی و ۸۶ مقاله علمی و پژوهشی چاپ شده در مجلات ملی و بین‌المللی و همچنین ۱۷ کتاب تألیفی و ترجمه در زمینه تخصصی از سوابق اوست. وی همچنین معاونت پژوهشی و آموزشی دانشگاه علامه طباطبائی و دبیری کمیسیون علوم انسانی شورای عالی عتف را در کارنامه کاری خود دارد.             | ۳ مهر ۱۴۰۳      | اکنون           |                | [ ۲۵ ]        |